# Melanopsidae
Famille
Synonymes
- famille Amphimelaniidae P. Fischer & Crosse, 1891

Les Melanopsidae forment une famille de mollusques gastéropodes. 

## Liste des espèces
Selon World Register of Marine Species (24 février 2018) :
- genre Caledomelanopsis Germain, 1934
- genre Megalonoda Kollmann, 1984 †
- genre Melanopsis J. Férussac, 1807
- genre Turripontica Anistratenko, 1993 †
- genre Zemelanopsis Finlay, 1926
- genre Zemenalopsis Finlay, 1926

## Galerie

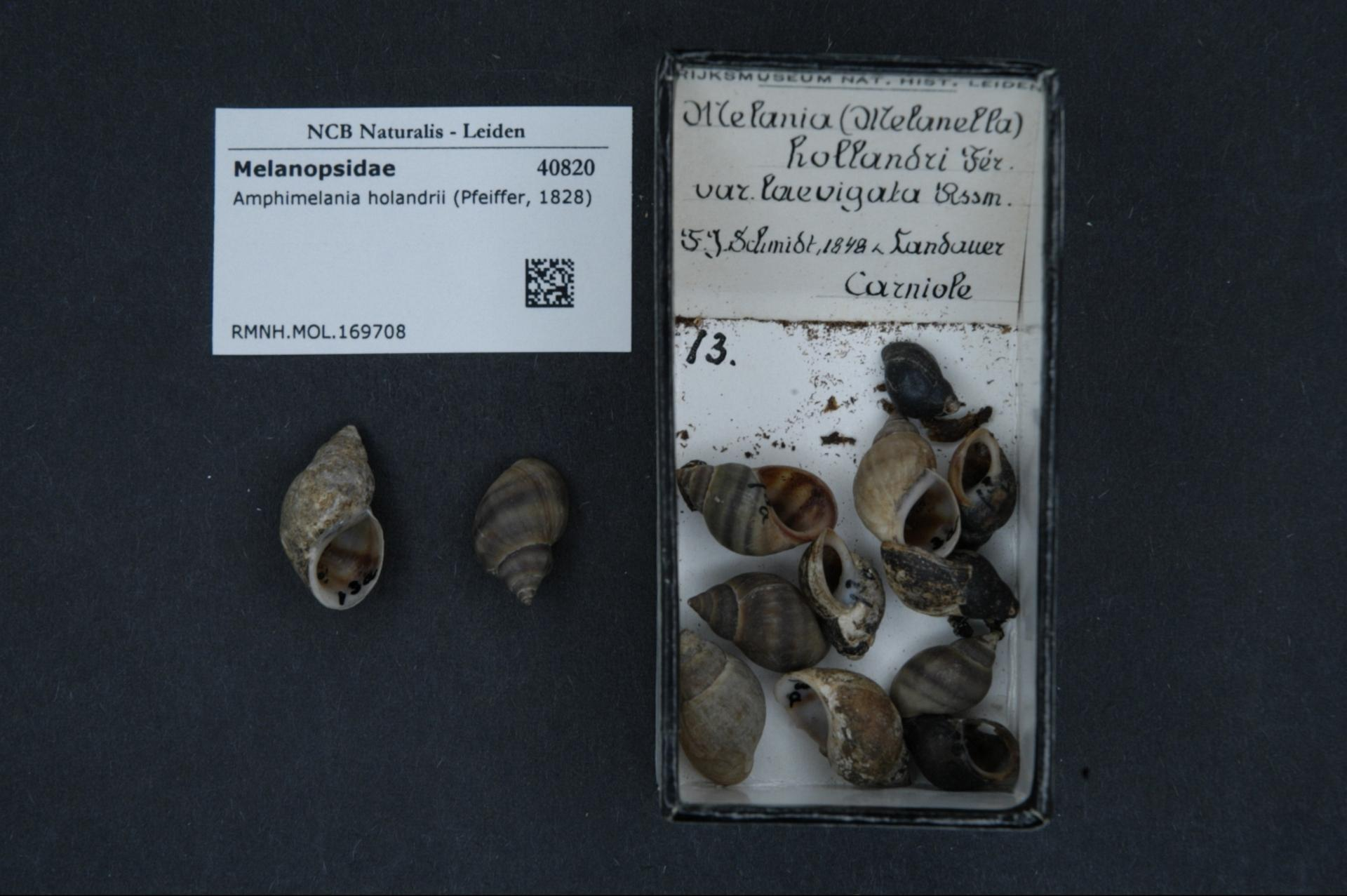
Amphimelania holandrii.
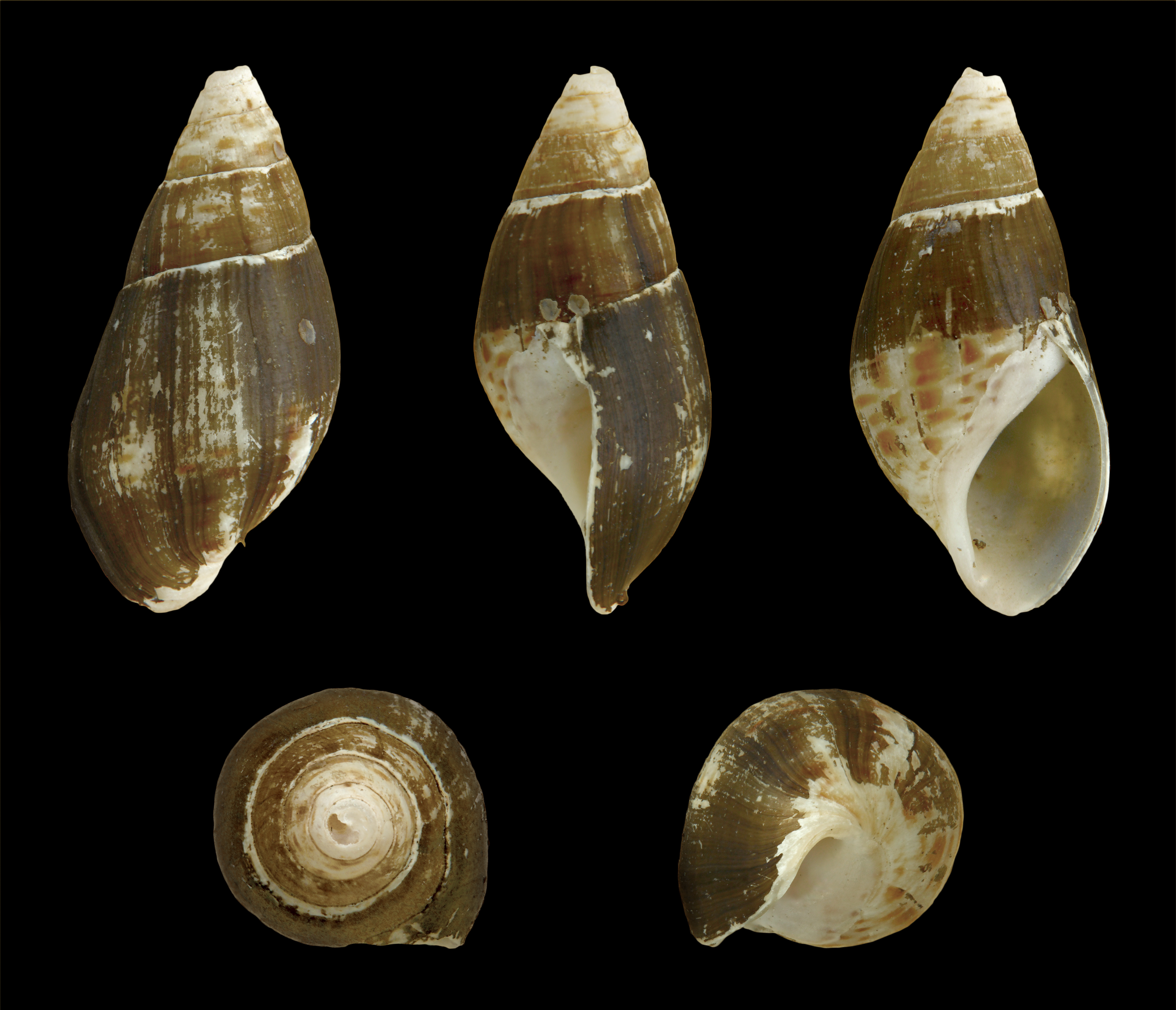
Esperiana esperi.
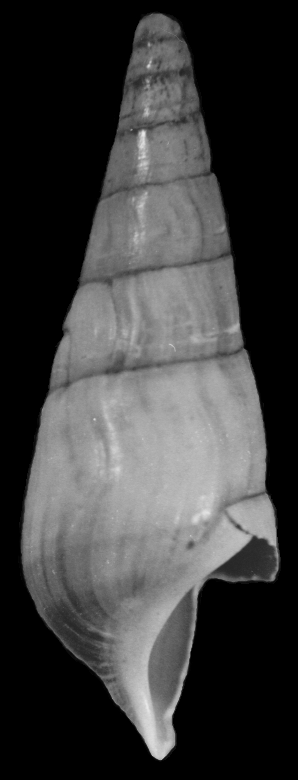
Fagotia wuesti.
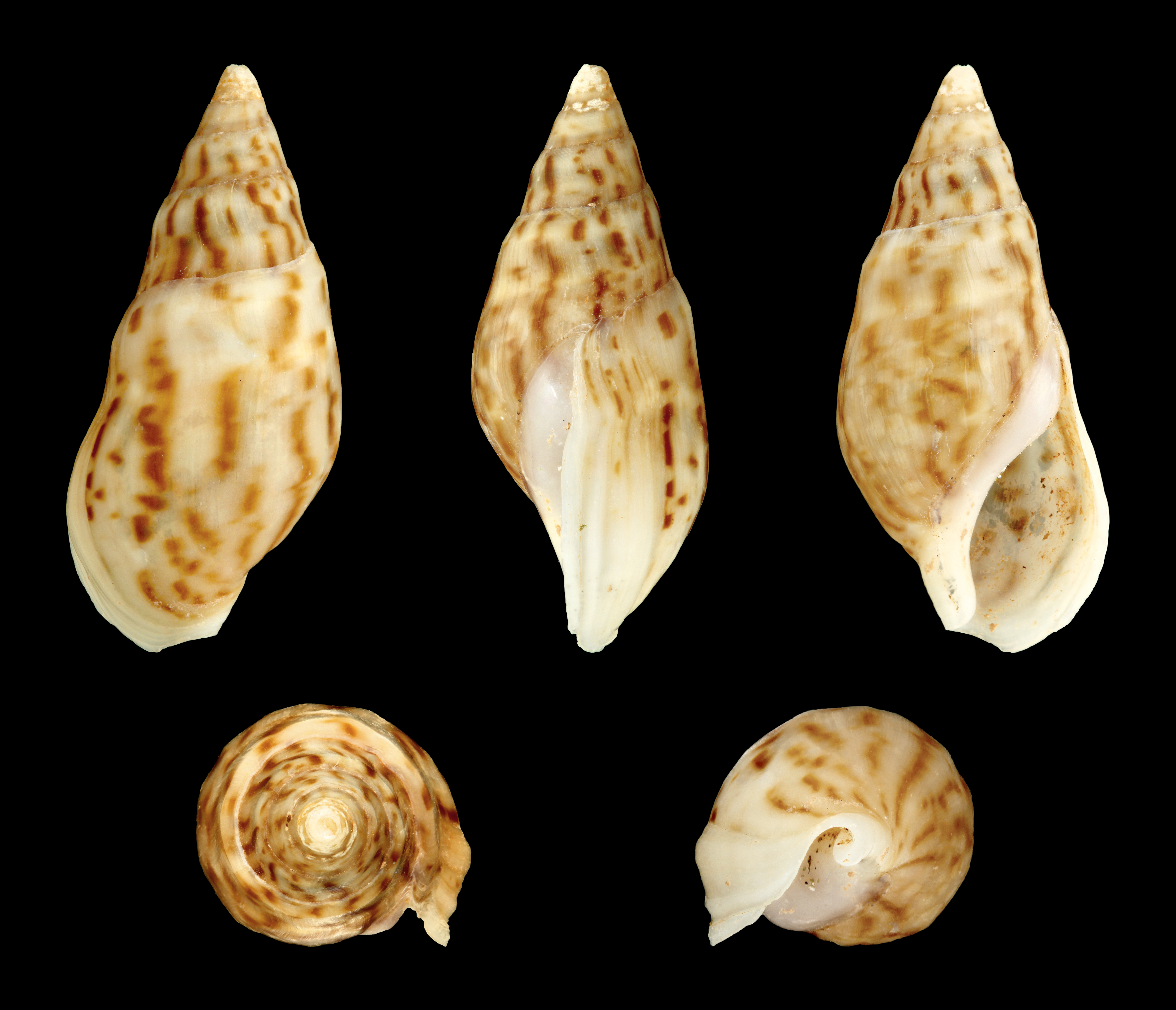
Melanopsis foleyi.
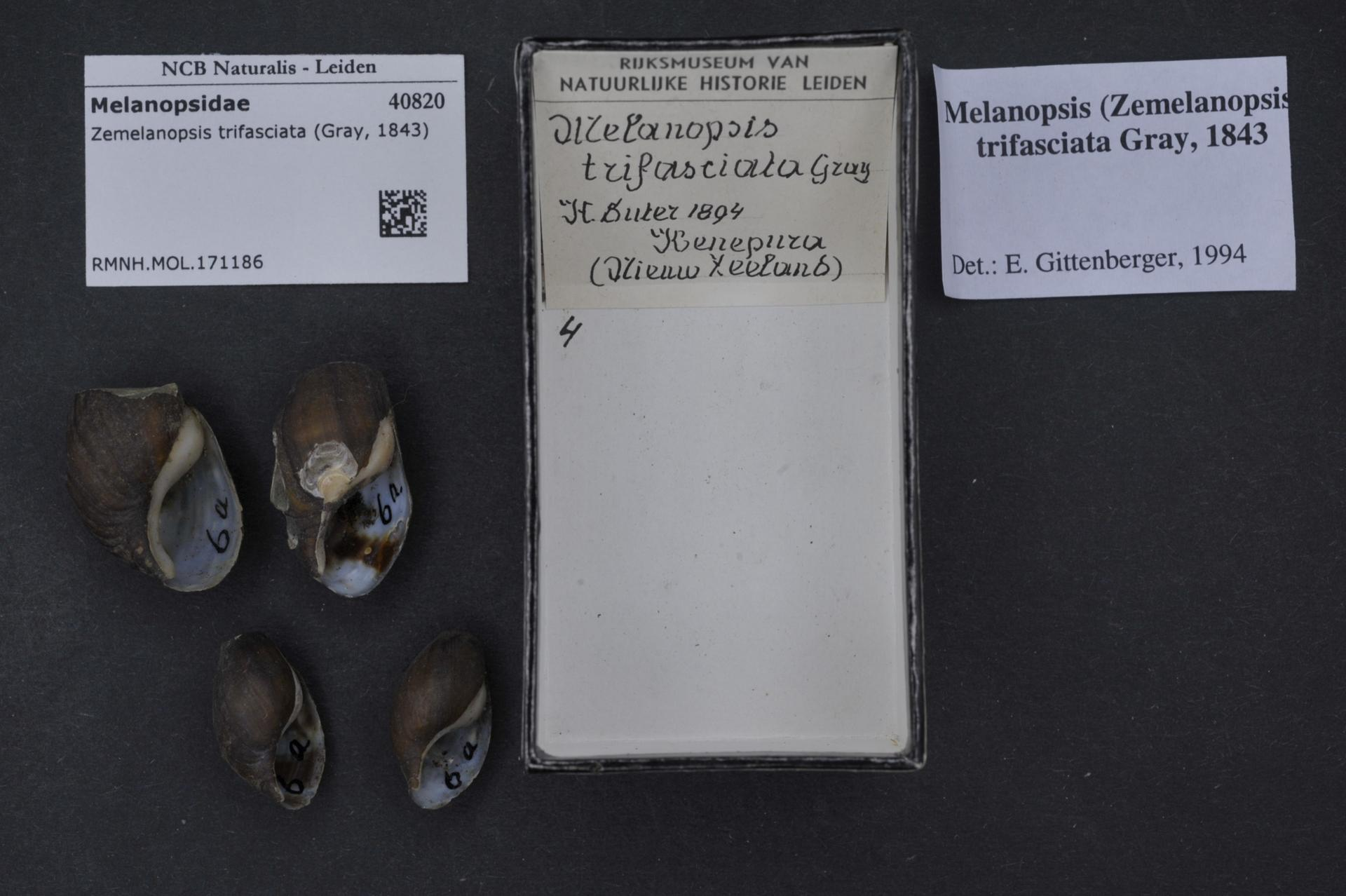
Zemelanopsis trifasciata.
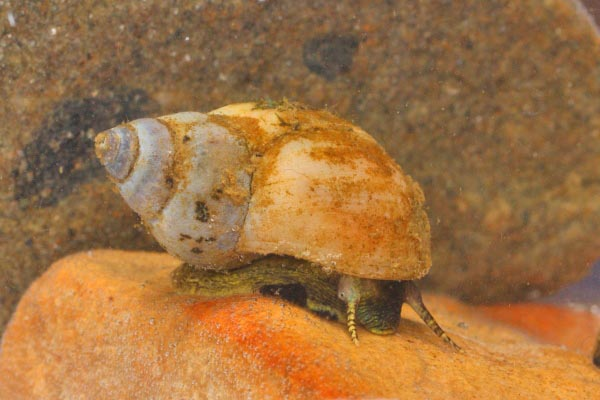
Holandriana holandri.